# 松田一沙
松田 一沙（まつだ かずさ、1982年4月3日 - ）は、日本の女優。東京都出身。所属事務所はヒラタオフィス→スリー・アローズ・エンターテイメント。

## 人物・略歴
1998年、『アイドルハイスクール 芸能女学館』に出席番号1番で出演。同番組内では、大きな笑い声とすぐ泣くことで有名だった。
2005年11月7日に結婚、妊娠を発表。なお発表に際し、同日の『ちちんぷいぷい』（毎日放送）の「今日のダレ?」のコーナーが先に取り上げていた。現在1男の母。

## 出演

### テレビドラマ
- 月曜ドラマ・イン ふたり～Wherever You Are～ 第4話（1997年5月5日、テレビ朝日）
- 月曜ドラマスペシャル名探偵キャサリンシリーズ第7作「エジプト女王の棺」（1999年、TBS系）- 西条かおり 役
- 国産ひな娘（1999年、テレビ東京）
- そして、友だち（2000年1月、テレビ朝日）
- ドラマ30 いばらの償い（2000年1月-3月、TBS系）
- はみだし刑事情熱系 最終回スペシャル（2000年3月29日、テレビ朝日）
- Shin-D ナツノツボミ（2000年、日本テレビ）
- 怖い日曜日～2000～ 第3回（2000年7月16日、日本テレビ）
- 新耳袋「終電」（2005年1月、BS-i）
- ブラザー☆ビート（2005年10月、TBS系）ケイコ役
- 24時間テレビ 「愛は地球を救う」内ドラマ「ユウキ」（2006年8月、日本テレビ）ミホ役
- ハケンの品格 第8話（2007年2月、日本テレビ）
- 蒼井優×4つの嘘 カムフラージュ 第4章第1, 3話（2008年4月、WOWOW）

### テレビ（ドラマ以外）
- アイドルハイスクール 芸能女学館（1998年4月 - 1999年3月、フジテレビ）
- ミュージック・ジャンプ（ガールズサイド）（1998年9月 - 2000年3月、NHK BS2）
- Gパラダイス・ヒロスポ!（テレビ東京）
- SRS（フジテレビ）

### 映画
- 死人の恋わずらい（2001年）
- リリイ・シュシュのすべて（2001年）神崎すみか 役
- パコダテ人（2002年）日野みちる役
- 世界の中心で、愛をさけぶ（2004年）
- ガチャポン（2004年）
- 花とアリス（2004年）町田梓 役
- ハリコマレ! <ショートフィルム>（2004年）
- COOK ME SOFTLY（2004年、ネットシネマ）
- ため息の理由（2005年7月 - 、Yahoo!動画、au「EZ チャンネル」にて配信）
- 負け犬結婚相談所（2005年、ネットシネマ）
- 百万円と苦虫女（2008年）

### CM
- レオパレス21 付いてきた紀香編（2003年）
- NTTDocomo関西 504i（2003年）
- au EZナビウォーク編（2004年）
- コカコーラ 春のバトン編（2005年）
- ソニー損保（2005年7月 - ）